# Lhofei Shiozawa
Lhofei Shiozawa (ur. 10 lipca 1941, zm. 3 listopada 2008) – brazylijski judoka. Dwukrotny olimpijczyk. Zajął piąte miejsce w Tokio 1964 i trzynaste w Monachium 1972. Walczył w wadze średniej.
Piąty na mistrzostwach świata w 1971; uczestnik zawodów w 1969 i 1973. Złoty medalista igrzysk panamerykańskich w 1963 i srebrny w 1967. Zdobył cztery medale na mistrzostwach panamerykańskich w latach 1968 - 1972. 

## Letnie Igrzyska Olimpijskie 1964
| Konkurencja | Runda grupowa           | Runda grupowa       | Runda grupowa         | Eliminacje          | Klas. końcowa |
| Konkurencja | Przeciwnik I            | Przeciwnik II       | Przeciwnik III        | 1/4                 | Miejsce       |
| ----------- | ----------------------- | ------------------- | --------------------- | ------------------- | ------------- |
| 80 kg       | Rafael Barquero (CRC) Z | Alfred Redl (AUT) Z | Narzal García (PHI) Z | Kim Eui-tae (KOR) P | 5.            |

## Letnie Igrzyska Olimpijskie 1972
| Konkurencja | Eliminacje              | Eliminacje              | Klas. końcowa |
| Konkurencja | Przeciwnik I            | Przeciwnik II           | Miejsce       |
| ----------- | ----------------------- | ----------------------- | ------------- |
| 80 kg       | Tommy Tegelgård (SWE) Z | Jean-Paul Coche (FRA) P | 13.           |